# Cours Joseph-Thierry
Le cours Joseph-Thierry est une voie de Marseille.

## Situation et accès
Le cours, située dans le 1er arrondissement, s'étend du square Stalingrad au boulevard Longchamp.
La rue est desservie par la station Réformés Canebière de la ligne 1 du métro. Autrefois, elle était le terminus des lignes de bus 6, 9 et 10 en partance vers l’est de la ville. En 2005 les travaux d'aménagements du tramway l’ont fermée pendant plusieurs mois. Depuis la mise en service du tramway, elle abrite le terminus des lignes 33, 34 et 49.

## Origine du nom
Il rend honneur à Joseph Thierry, député des Bouches-du-Rhône puis ministre au début du XXe siècle.

## Historique
Ce cours qui est d'abord nommé le 8 avril 1808 « Cours du Chapitre ». prend sa dénomination actuelle le 16 novembre 1920.  

## Bâtiments remarquables et lieux de mémoire
Jusqu'aux travaux d'aménagement du métro de Marseille se tenait un monument à la mémoire du peintre Adolphe Monticelli.